# Arius venosus
Arius venosus és una espècie de peix de la família dels àrids i de l'ordre dels siluriformes. Es troba des del Canal de Moçambic fins a Myanmar i des del sud de la Xina fins a Indonèsia (tret de les Filipines i Austràlia). També és present al delta del riu Mekong.
Els mascles poden assolir els 30 cm de llargària total.